# Caenoschmidtia
Caenoschmidtia es un género de insectos de la familia Euschmidtiidae, del orden Orthoptera.

## Distribución
Caenoschmidtia se distribuye por África meridional tropical.

## Especies
- Caenoschmidtia suahelica (J.A.G. Rehn & J.W.H. Rehn, 1945)
- Caenoschmidtia vittata Descamps, 1973

## Taxonomía
Fue descrita científicamente por primera vez por Descamps en 1973.

### Tratamiento taxonómico
Este género aparece registrado y publicado en «Diagnoses et signalisations d'Eumastacoidea (Orthoptera). I Afrique. Bulletin de l'Institut Fondamental d'Afrique Noire (IFAN). Série A: Sciences Naturelles, 35(4), 822–862. [1974]».